# Das Pferd, das den Bussard jagte
Das Pferd, das den Bussard jagte ist ein Band mit ausgewählten Erzählungen des niederländischen Schriftstellers Maarten ’t Hart, übersetzt von Marianne Holberg.
Die deutsche Ausgabe Das Pferd, das den Bussard jagte erschien im Jahr 2002 im Arche-Verlag Zürich (ISBN 3-7160-2295-0) sowie 2004 als Taschenbuch-Ausgabe im Piper-Verlag München (ISBN 3-492-23827-0).
Die Erzählungen dieser Ausgabe sind verschiedenen niederländischen Sammelbänden entnommen, die zwischen 1974 und 2001 bei Uitgeverij De Arbeiderspers, Amsterdam, erschienen sind. Die Originaltexte wurden für die deutsche Ausgabe in Absprache mit dem Autor leicht verändert.

## Die Erzählungen
Die Erzählungen Maarten ´t Harts im deutschen Sammelband weisen einige Gemeinsamkeiten auf: Sie haben eine stark autobiographische Basis, spielen alle mehr oder weniger im calvinistischen Milieu und entlarven den Menschen hinter den verschiedenen Masken der sozialen Rollen. Im Einzelnen:

### Brachland
Was geht in einem kleinen Jungen vor, wenn er die sonntägliche Predigt über sich ergehen lassen muss? Er weiß: „Eine Predigt dauert ungefähr sechs Pfefferminzbonbons Lutschzeit.“ Wie soll er die Botschaften des Pfarrers mit seinem noch eingeschränkten Wortschatz verstehen? Muss sich jemand übergeben, wenn er die Erde „zu einem Brachland bricht“? Und was geht in einem Siebenjährigen vor, wenn neben ihm in der Kirchenbank der Tod zuschlägt?
Brachland ist eine amüsant geschriebene Geschichte über Leben und Tod auf engstem Raum. Sie beschreibt den Versuch, über die Grenzen des Verstandes hinauszugehen, und wie im Scheitern desselben doch noch ein Sinn zu finden ist.

### Das Tal Hinnoms
Wenn sich die Familien von Braut und Bräutigam in Rang und Wohlverhalten gegenseitig übertreffen wollen, kann es so wie in dieser Kurzgeschichte zugehen. Überlange Predigten und nachmittägliche Frömmelei mit Bibelversen schützen die plagenden Nacktschnecken jedoch nicht vom Nebenher-Zerschnitten werden. Die Bibeltreue gerät zur Scheinheiligkeit, als dann –  fernab der Feierlichkeiten – die Väter schachern: Die letzte unverheiratete Tochter inklusive Tomatensortierer für den letzten unverheirateten Sohn, falls er das Mauerblümchen ehelicht.
Das Tal Hinnoms stellt die Frömmigkeit der Gesellschaft in schonungslosen Kontrast zum Egoismus der Einzelnen.

### Der Spieler
Eiskalter Januar. Und endlich kann man in Holland mal wieder Schlittschuh laufen. Onkel Henk ist unschlagbarer Damespieler und wartet seit Jahren auf ebenbürtige Gegner, doch niemand will mehr mit ihm spielen, bis zu dem Moment, wo er dem Neffen die Schlittschuhe seines verstorbenen Sohnes schenkt. Der übt fleißig mit der Kinder-Totenbahre seines Vaters, dem Bestatter, als Stütze. Und dann, als er fit genug ist, auf dem Bommeer zu laufen… – von da an wird für Onkel Henk einiges anders.
Der Spieler ist eine Geschichte, die vom Alltagstrott und dem Einerlei erzählt. Und davon, wie man sich auch über scheinbare Niederlagen freuen kann.

### Der Handel
Mit gaunerhaften Manövern zieht Onkel Klaas, der Orgelhändler, den Leuten das Geld aus der Tasche und nennt es Geschäftstüchtigkeit. Sein kleiner Neffe begleitet ihn, denn Klaas hat ihm einen Ferienjob angeboten. Er sieht verblüfft, dass am Ende des Tages nicht ein Gulden für ihn abfällt…
Eine Erzählung über Gier, Geiz und die Schönheit des ganz alltäglichen Lebens.

### Der Neffe von Mata Hari
„Er konnte die Hölle so beschreiben, dass man die Kirche mit Brandblasen verließ.“(Zitat) – Wenn der ellenlange Pastor seine Stimme zum Predigen oder Psalmensingen erhebt, werden alle in seinen Bann gezogen. Wenn man jedoch mit seinem Rennrad zur Kirche fährt, sturzbesoffen deutsches Volksgut schmettert, den Kneipiers die Kunden fortpredigt, sein Haus ausschließlich durchs Fenster betritt oder verlässt, schafft man sich Gegner.
Als das Gerücht aufkommt, der Pfarrer sei der Neffe von Mata Hari, reicht das nicht aus ihm das Wasser abzugraben. Es macht den Paradiesvogel allenfalls noch bunter und die Lästereien noch moralinsaurer. Doch Besuche des Bordells in Rotterdam sind dann auch für die liberalsten Gemüter zu viel des Guten.
Eine Erzählung von Doppelmoral, Neid und Angst vor dem Anderssein.

### Der Hausbesuch
Die Kontroll- und Bekehrungssucht zweier calvinistisch frömmelnder Erbsenzähler scheitert an dem Selbstbewusstsein und der klaren Haltung eines Vaters, der nicht bereit ist, sich einschüchtern zu lassen.
Eine Geschichte über Doppelmoral, Konditionierung und die Macht des freien Denkens.

### Hochsommer im April
Ein ungewöhnlicher Frühling, der den Flieder verblühen lässt, kaum dass sich seine Knospen geöffnet haben. Hochsommer zu Ostern. Wespenangriffe im April. Und vier Freunde stellen sich die Fragen: Kippt das Klima endgültig? Steht die Apokalypse ins Haus? Und sie diskutieren darüber, ob das Aussterben der Menschen ein Verlust wäre oder letztendlich ein Gewinn.
Hochsommer im April nimmt den Menschen als "Krone der Schöpfung" unter die Lupe und stellt den technologischen Fortschritt in Frage.

### Rattenliebe
Eine Frau füttert Ratten, die sie am Abflussrohr am Haus gesichtet hat, löst damit eine Vermehrung der Nager aus und versucht ein Rattenmännchen zu domestizieren. Dieses erweist sich alsbald als „Herr im Haus“ und versetzt die Familienmitglieder in Angst und Schrecken. Wie wird man solch einen Mitbewohner wieder los?
Eine Kurzgeschichte über falsch verstandene Tierliebe und ihre Folgen.

### Das Pferd, das den Bussard jagte
Auf einem Kongress für Verhaltensforschung an Tieren treffen sich zwei verheiratete Wissenschaftler. Reicht ein Wochenende aus, um alle Konditionierungen zu verdrängen und alle Schutzwälle niederzureißen, der Verliebtheit nachzugeben und der Lust zu frönen?
Eine Erzählung über das Balzverhalten von Tieren und die Gespaltenheit von Menschen.

### Onkel Job
Der zwanghafte Onkel Job erfährt vom Tod seines Bruders und fährt mit seinem alten Fahrrad mehrmals täglich „Leiche schauen“. Bei seinen unerwünschten Kondolenzbesuchen bietet er seiner Schwägerin stets Geld an und spult immer die gleichen Sätze ab: „Und Lena? Geht’s schon wieder, oder hast du es noch schwer, du, noch schwer, kann ich noch was tun? Geld? Geld? Sag schon Geld?“ – Alle Bekannten und Verwandten flanieren durch das Haus, um den Toten zu sehen und sich in frommen Sprüchen zu ergehen – bis die Witwe es nicht mehr aushält.
Eine Geschichte über die Verlogenheit und die Plage des schlechten Gewissens im Angesicht des Todes.

### Concerto russe
Bei einem Sommerspaziergang nimmt der Erzähler aus einem Haus, versteckt hinter hohen Ligusterhecken, Klänge eines ihm unbekannten Violinkonzerts wahr, denen er einige Minuten lauscht und die seine Gedanken fesseln. Nach langer erfolgloser Suche nach dem Musikstück kehrt er zu dem Haus zurück und kontaktiert den alten, etwas verschrobenen Besitzer, der zunächst mürrisch reagiert, dann aber auftaut, als er merkt, dass er einen Musikkenner vor sich hat. Eine merkwürdige Freundschaft beginnt: In allwöchentlichen Treffen voller ritualisierter Abläufe hören sie Violinkonzerte aus dem schier unerschöpflichen Schallplattenfundus des einsamen alten Mannes. Anfangs hat der Erzähler immer das Ziel vor Augen, die außergewöhnlichen fünf Musikminuten, die sich ihm eingeprägt haben und mit denen alles begann, wiederzufinden. Doch das wird immer nebensächlicher. Bis alles eines Tages eine beängstigende Wende nimmt…
Eine Erzählung über Altersdemenz, Musik und Freundschaft. Außerdem eine Hommage an Édouard Lalo und seine Werke.

### Krammetsvogel
Der Erzähler träumt jede Nacht davon ein Krammetsvogel zu sein und wacht mit bedrohlichen Herzrhythmusstörungen auf. Bald ein Jahr lang ignoriert er den Zustand, bevor er sich in die Hand eines Kardiologen begibt. Mit Elektroschocks behandelt, wird ihm unterstützend eine Psychotherapie verordnet, die in heilloser Flucht vor der riesengroßen und rüden Therapeutin endet. Mit einem alten Mitpatienten führt er schließlich ein langes Gespräch über Werden und Vergehen.
Eine Geschichte über den Lauf der Dinge und die Angst vor dem Leben.

## Kritik
Mit unglaublicher Geduld beschreibt Maarten ’t Hart Naturphänomene und Alltagseinerlei und zeichnet erschreckende, aber auch liebenswerte Charaktere. Die große Erzählkraft des Autors zieht einen in den Bann. Humorvoll, tiefsinnig und kenntnisreich schafft es  't Hart,  den Leser an Begebenheiten zu fesseln, an die er von sich aus nicht einmal denken würde. Die Zeit urteilt: „Man kann sich nicht losreißen – einfach weil Maarten 't Hart ein hinreißender Erzähler ist.“ (Zitat)